# 니시모리 마사아키
니시모리 마사아키(일본어: 西森 正明, 1985년 3월 12일 ~ )는 일본의 전 축구 선수이다.

## 구단 경력
과거 로아소 구마모토, FC 가고시마, V-파렌 나가사키, 레노파 야마구치 FC에서 활동하였다.